# Gopuram

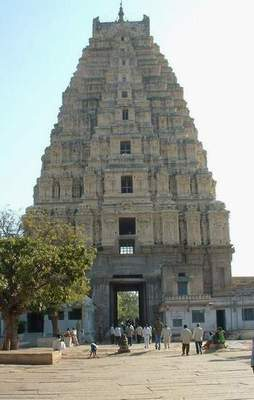
Templo Virupaksha en Hampi.

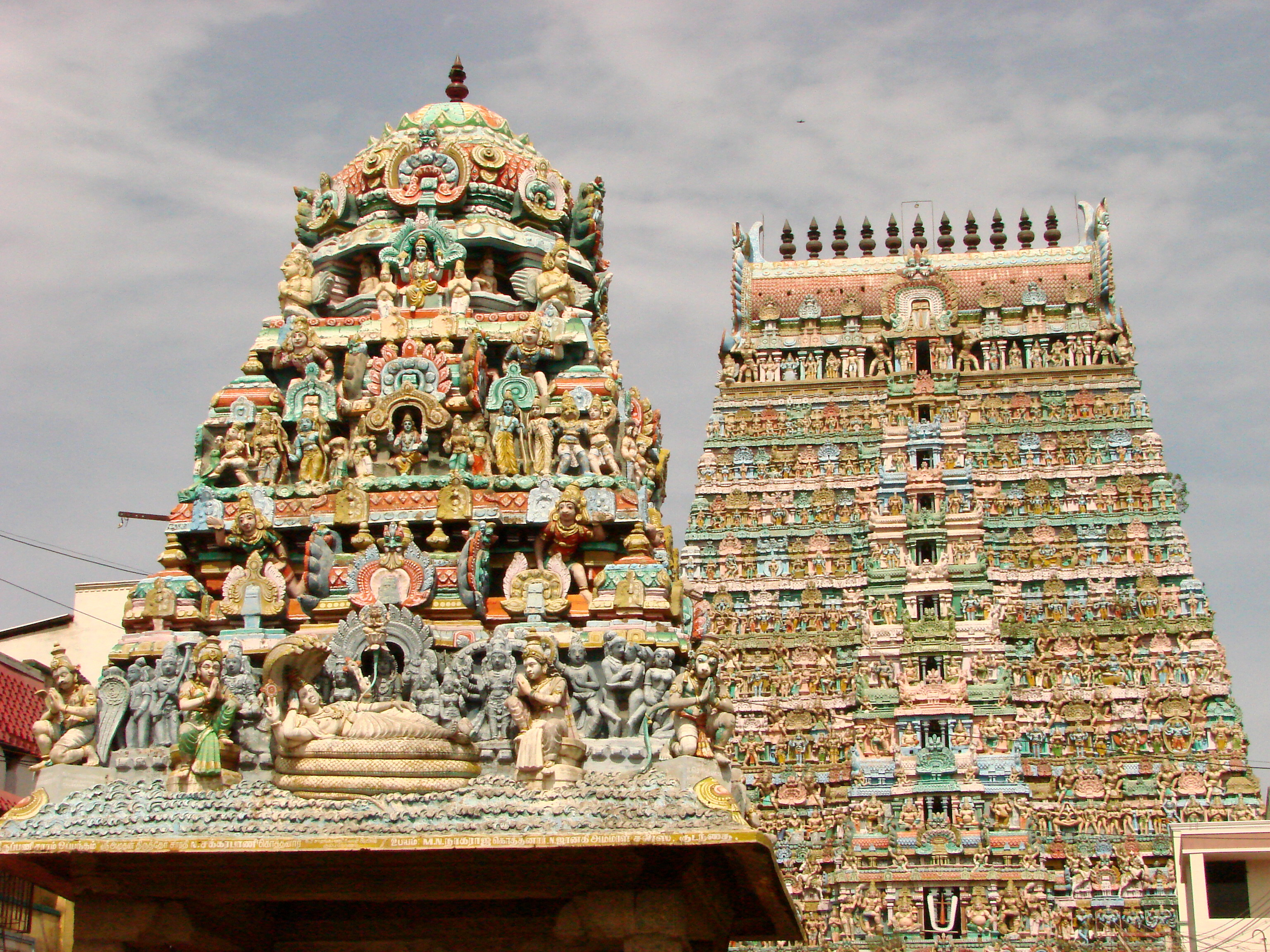
Gopuras con estatuas policromadas en Kumbakonam.

El gopuram o la gopura es un elemento característico de la arquitectura de los templos hindúes del sur de la India, consistente en una torre ornamental situada sobre la entrada al recinto del templo. Se trata por tanto de una "puerta-torre" que cumple, en el aspecto ritual, las funciones de una dvara. 
El gopuram suele presentar forma piramidal, y está por lo general adornado con esculturas pintadas representando dioses y otros seres divinos y celestiales. Pese a sus semejanzas estructurales, debe evitarse la confusión de los gopuram con los edificios que constituyen el núcleo de los templos hindúes en el Sur de la India; tales núcleos edilicios se denominan vimanam. Una estructura semejante aunque típica del norte de la India es el Śikhara. También es un elemento típico de los templos angkorianos en Camboya.